# Monica Nagler-Wittgenstein
Monica Nagler-Wittgenstein (Àustria, 27 de maig de 1935) és una periodista literària sueca de Landskrona nascuda a Àustria, experta en la literatura de llengua alemanya. Nascuda el 1935 a Àustria, reneboda del filòsof Ludwig Wittgenstein, el 1938 va fugir amb els seus pares a Suècia. Al llarg dels anys es va convertir en una de les periodistes culturals més reconegudes i en la presidenta del PEN club suec. Des d'aquesta posició, va acompanyar durant dècades els esdeveniments relacionats amb el Premi Nobel i va entrar en contacte amb escriptors com Herta Müller.